# تشيس واتسون
تشيس واتسون (بالإنجليزية: Chase Watson)‏ هو لاعب هوكي الجليد أمريكي، ولد في 23 أكتوبر 1982 في ميديا في الولايات المتحدة.

## وصلات خارجية
- تشيس واتسون على موقع دوري الهوكي الوطني (الإنجليزية)
- تشيس واتسون على موقع EliteProspects.com (الإنجليزية)
- تشيس واتسون على موقع HockeyDB.com (الإنجليزية)